# 牯岭藜芦
牯岭藜芦（学名：Veratrum schindleri）为黑藥花科藜芦属下的一个种。俗名：黑紫藜芦。生长在海拔700-1350米的山坡林下阴湿处。分布于江西、江苏、浙江、安徽、湖南、湖北、广东、广西和福建（上杭、建瓯）。